# Halál (South Park)
A Halál (Death) a South Park című rajzfilmsorozat hatodik része (az 1. évad 6. epizódja). Elsőként 1997. szeptember 17-én sugározták az Egyesült Államokban.

## Cselekmény
A Marsh család Marvin Marsh nagypapa születésnapját ünnepli, akinek viszont nincsen túl jó kedve; meg akar halni, de túl öreg, hogy öngyilkos legyen. Unokája, Stan Marsh segítségét kéri, hogy megölje, de ő erről hallani sem akar. Nagyapó dühös lesz, hiszen állítása szerint annak idején ő is végzett a nagyapjával, amikor az megkérte rá.
Ezalatt Kyle Broflovski és öccse, Ike Terrance és Phillip tévéműsorát nézi, de anyjuk, Sheila Broflovski felháborodik a műsor trágár nyelvezete és tartalma miatt. Másnap kiderül, hogy Sheila felhívta az összes szülőt és bojkottra szólította fel őket a műsor ellen. A szülők elutaznak New Yorkba, a „Cartoon Central” székháza elé. Stan eközben több felnőttől is megkérdezi, szabad-e kérésre öngyilkosságban segédkezni, de senki sem akar egyértelmű választ adni neki. Kenny McCormick-ot súlyos hasmenés gyötri, amellyel megfertőzi az egész várost, beleértve a tiltakozó szülőket. Habár ők alantasnak tartják Terrance és Phillip humorát, érdekes módon a „valódi” altesti poénokon mindannyian nevetnek.
A gyerekek a szülők távollétében a Terrance és Phillipet nézik, de Nagyapó továbbra is zaklatja Stant és megmutatja neki, milyen öregnek lenni; bezárja egy sötét szobába, ahol egy Enya zenéjére emlékeztető dalt hallgattat meg vele. Stan ezután beleegyezik a gyilkosságba és megpróbálja megölni nagyapját, de ekkor megjelenik a Kaszás és barátaival együtt üldözőbe veszi Stant.
New Yorkban a tüntetők ultimátumot adnak a tévéseknek, majd amikor szavaik süket fülekre találnak, egy hatalmas csúzlival egymás után a székháznak lövik magukat. A tévétársaság elnöke végül beadja a derekát, de nem az öngyilkos akció, hanem a tüntetők hasmenése által okozott elviselhetetlen bűz miatt. Beleegyeznek, hogy a Terrance és Phillip helyett egy másik sorozatot kezdenek el vetíteni.
South Parkban a Kaszás megérinti Kenny-t, aki azonnal meghal. Nagyapó vitatkozni kezd a Halállal, amiét nem őt vitte el, de ekkor megjelenik az ő nagyapjának szelleme. A kísértet elmondja, hogy ne ölesse meg magát az unokájával – ahogyan annak idején ő is tette – mert így hozzá hasonlóan örökre a pokol tornácán ragad. Azt tanácsolja neki, hogy bármilyen nehéz is számára, de várja meg a természetes halál bekövetkeztét.
A szülők az új tévéműsor nyelvezetét is kifogásolják, ezért ismét New Yorkba mennek egy újabb tüntetésre. Nagyapó pedig Afrikába utazik, ahol állítása szerint évente 400 embert esznek meg az oroszlánok.

## Kenny halála
- Kenny azonnal meghal, amikor megérinti a Kaszás, aki mindvégig őt üldözte és nem Stan nagyapját.

## Első megjelenések
A „Halál” mérföldkőnek tekinthető a South Park történetében, mert több szereplő, visszatérő motívum és geg is először ebben az epizódban jelenik meg.
- Nagyapó elsőként szerepel a sorozatban és itt vezetik be azt a visszatérő geget, hogy Stant „Billy”-nek szólítja (a DVD kommentár szerint Trey Parkert is így szólította a nagyapja).
- Kyle anyja, Sheila is ebben a részben debütál, a gyakran tiltakozó nézeteivel együtt. Kyle és Stan anyját itt még egyaránt „Carol”-nak hívják, de később átkeresztelik őket.
- Egy „McCormick” néven szereplő férfit is mutatnak, akit az elsők közt katapultálnak a székház falának. Ő azonban egyáltalán nem hasonlít Kenny McCormick apjára.
- Szintén először szerepel a Terrance és Phillip páros.

## Utalások
- Amikor Stan Marsh azt mondja, „Még egy szarvast sem tudok megölni”, utalás A vulkán című epizódra, melyben Stan és barátai vadászni mennek Jimbo bácsival, de Stan képtelen állatokra lőni.

## Bakik
- Amikor a rész elején a nagypapinak, kihozzák a tortát és leteszik az asztalra, akkor a párbeszédek közben egy időre eltűnik, majd megint előkerül.